# Mutaga III. Senyamwiza
Mwami Mutaga III. Senyamwiza Mutamo war König des Königreiches Burundi von 1739 bis 1767. 

## Leben
Das meiste Wissen über ihn wurde nur mündlich übertragen. Sein Vorgänger als König von Burundi war Mwezi III. Ndagushimiye. 
Zu Mutagas Lebzeiten gab es Konflikte mit Ruanda. Die Kämpfe, welche durch Burundis Norderweiterung begonnen hatten, endeten als Senyamwiza Inabizoza heiratete. Sie war die Tochter von Rujugira, des Königs von Ruanda. 
Kriege zwischen Ruanda und Burundi wurden in anschließenden Jahren wieder entfacht und brachten dem König und seinem Sohn den Tod. Als er in Butare gestorben war, wurde Mwambutsa III. Syarushambo Butama sein Nachfolger.  

## Weblink
- Liste der Herrscher und Präsidenten Burundis

| Vorgänger               | Amt                         | Nachfolger                   |
| ----------------------- | --------------------------- | ---------------------------- |
| Mwezi III. Ndagushimiye | König von Burundi 1739–1767 | Mwambutsa Syarushambo Butama |

| Personendaten    | Personendaten                       |
| ---------------- | ----------------------------------- |
| NAME             | Mutaga III. Senyamwiza              |
| ALTERNATIVNAMEN  | Mwami Mutaga III. Senyamwiza Mutamo |
| KURZBESCHREIBUNG | König von Burundi                   |
| GEBURTSDATUM     | vor 1739                            |
| STERBEDATUM      | nach 1766                           |
| STERBEORT        | Butare                              |